# Branko Bedekovič (Handballspieler)
Branko Bedekovič (* 14. März 1973 in Eschenbach, Bundesrepublik Deutschland) ist ein ehemaliger slowenischer Handballspieler und heutiger -funktionär. Er wurde zumeist auf der Position Rückraum links eingesetzt. Derzeit ist er als Sportdirektor bei RK Maribor tätig.
Der Rechtshänder begann mit 14 Jahren bei RK Razkrižje und wechselte vier Jahre später zu RK Pomurka Bakovci. Ab 1996 er spielte zunächst für den slowenischen Verein RK Velenje, mit dem er 1997/98 und 1998/99 am Europapokal der Pokalsieger teilnahm. 1999 wechselte er zum Spitzenklub RK Celje, mit dem er 2000 und 2001 slowenischer Meister sowie Pokalsieger wurde. In der EHF Champions League erreichte er 1999/2000, 2000/01 und 2001/02 jeweils das Halbfinale. Nach drei Jahren kehrte er nach Velenje zurück und gewann 2003 den Pokal. Im Europapokal der Pokalsieger 2003/04 kam er ins Halbfinale. 2007 verpflichtete ihn der kroatische Serienmeister RK Zagreb, mit dem er 2008 beide nationalen Titel errang. Nach dieser Saison unterschrieb er erneut in Celje. Im Januar 2010 ging er nach Österreich zum HC Kelag Kärnten, bei dem er im Sommer 2013 seine Karriere zunächst beendete. Im Februar 2014 wurde er von Kärnten reaktiviert. In der Saison 2014/15 spielte er für HIB Handball Graz und beendete danach endgültig seine aktive Spieler-Karriere.
Mit der Slowenischen Nationalmannschaft nahm Branko Bedekovič an den Olympischen Spielen 2000 teil und gewann bei der Europameisterschaft 2004 die Silbermedaille. Er bestritt 74 Länderspiele, in denen er 112 Tore erzielte.
Seit 2018 bekleidet er beim slowenischen Verein RK Maribor Branik das Amt des Sportdirektors.